# Bromuro de estroncio
El bromuro de estroncio es un compuesto químico. Su fórmula es SrBr2.
Se presenta generalmente en forma SrBr2.6H2O hexahidratado.
Su peso molecular es 247,47. A temperatura ambiente es una sal que se presenta como un polvo blanco, inodoro, cristales (hexagonales) y tiene un sabor salado amargo.
Es delicuescente y no inflamable. El bromuro de estroncio, y varios otros compuestos de este elemento, cuando se someta al ensayo a la llama produce un color rojo brillante.
Su punto de fusión es de 88 °C. Su densidad es de 2.39 g/cm³. Significativamente soluble en agua y poco soluble en alcohol.
Es irritante para los ojos, un poco peligroso por inhalación, pero peligroso si se ingiere.